# Cheirogaleus shethi
Cheirogaleus shethi is een zoogdier uit de familie van de dwergmaki's (Cheirogaleidae). De wetenschappelijke naam van de soort werd voor het eerst geldig gepubliceerd door Frasier et al. in 2016.

## Voorkomen
De soort komt alleen voor in het Ankaranareservaat en Analameranareservaat, in noordelijk Madagaskar.